# Ceratostema pubescens
Ceratostema pubescens är en ljungväxtart som beskrevs av Luteyn. Ceratostema pubescens ingår i släktet Ceratostema och familjen ljungväxter. Inga underarter finns listade i Catalogue of Life.